# Carex comans
Carex comans är en halvgräsart som beskrevs av Sven Berggren.
Carex comans ingår i släktet starrar och familjen halvgräs. Inga underarter finns listade i Catalogue of Life.

## Bildgalleri

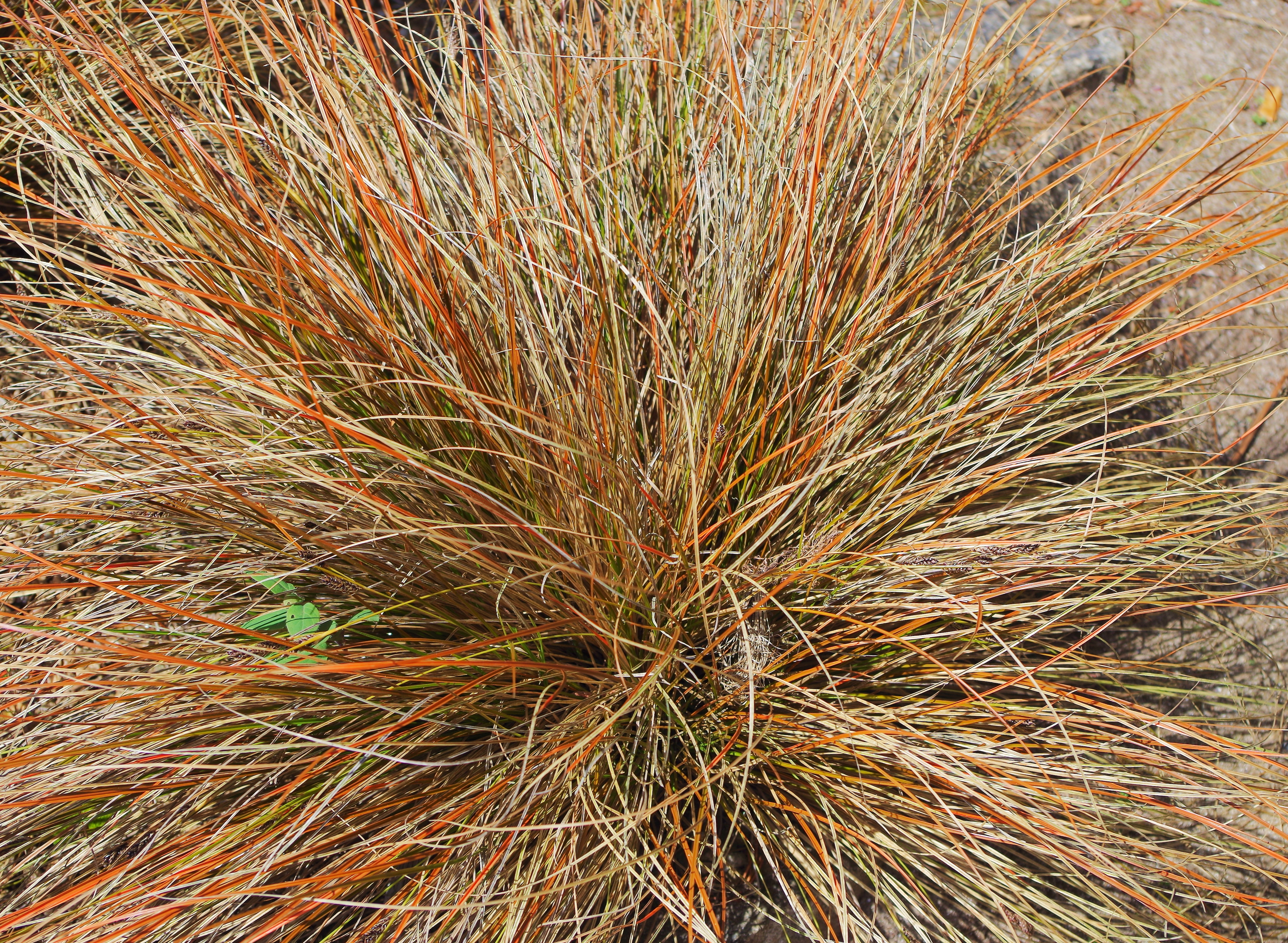
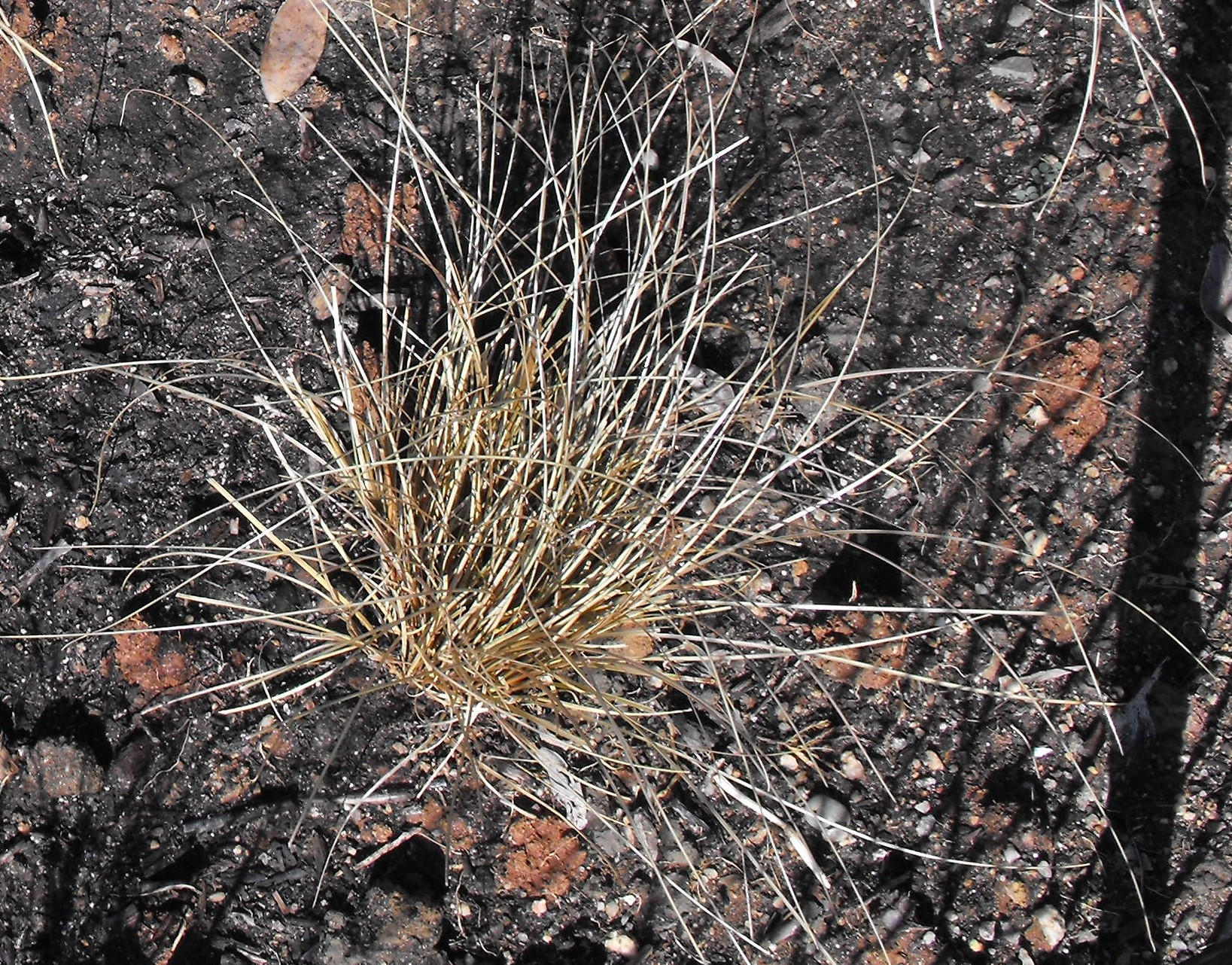